# Eberhard von Goetze
Eberhard von Goetze (* 13. September 1893 in Cosel; † 17. Oktober 1977 in Oberlauchringen) war ein deutscher Konteradmiral der Kriegsmarine.

## Leben
Eberhard von Goetze trat im April 1912 in die Kaiserliche Marine ein. Bis Januar 1915 war er als Fähnrich zur See auf der Kaiser Barbarossa und kam dann bis September 1917 auf die Helgoland. Im November/Dezember 1915 hatte er einen Lehrgang zur Funkentelegraphie besucht und wurde später bis Kriegsende I. Funkentelegraphie-Offizier auf der Ostfriesland. Am 25. Dezember 1917 wurde er Oberleutnant zur See.
Nach dem Krieg wurde er in die Reichsmarine übernommen und hier am 1. August 1923 Kapitänleutnant.
Als Fregattenkapitän wurde er im September 1936 Kommandant des Artillerieschulschiffs Bremse. In dieser Position wurde er zum Kapitän zur See befördert und gab das Kommando im Oktober 1938 ab. Er war bis Juni 1940 Leiter des Artillerieversuchskommandos für Schiffe in der Artillerieinspektion. Anschließend war er dort für einen Monat Chef des Stabes. Von Juli 1940 bis August 1943 war er Leiter der Abteilung AWa A I im OKM und zugleich von Oktober 1940 bis März 1941 wieder Leiter des Artillerieversuchskommandos für Schiffe. Am 1. März 1942 wurde er Konteradmiral.
Ab August 1943 war er Chef der Amtsgruppe AWa A (Artillerieentwicklung) im OKM, was er bis Februar 1945 blieb. Am 28. Februar 1945 wurde er z.V. gestellt.
Am 20. Dezember 1953 hatte er in Wehrhalden Hildegard Anna Elise Inez Guda von Firks (1907–1959) geheiratet.